# Celler Cooperatiu de Sant Cugat
El Celler Cooperatiu de Sant Cugat és un edifici modernista del 1921 projectat per l'arquitecte Cèsar Martinell i Brunet al municipi de Sant Cugat del Vallès (Vallès Occidental). Forma part de l'Inventari del Patrimoni Arquitectònic de Catalunya. Està situat entre els carrers de Balmes i Sant Medir i la riera, que amb el temps es convertiria en la rambla del Celler.

## Descripció
L'edifici original està format per dues parts principal: el pati de l'abocador i els tres carrers de tines. El pati de l'abocador és un cos porticat i la seva coberta està feta amb voltes a la catalana de rajola amb arrebossat de ciment pòrtland. Descansa sobre uns arcs construïts amb totxo aplantillat. Els carrers de tines estan situats en una gran nau rectangular, la coberta de la qual descansa en uns arcs parabòlics de fusta. El material de construcció és el totxo vist, utilitzat també per a decoració com en els respiradors de les tines en la paret exterior i en una espècie de fris que recorre l'edifici en la part exterior.

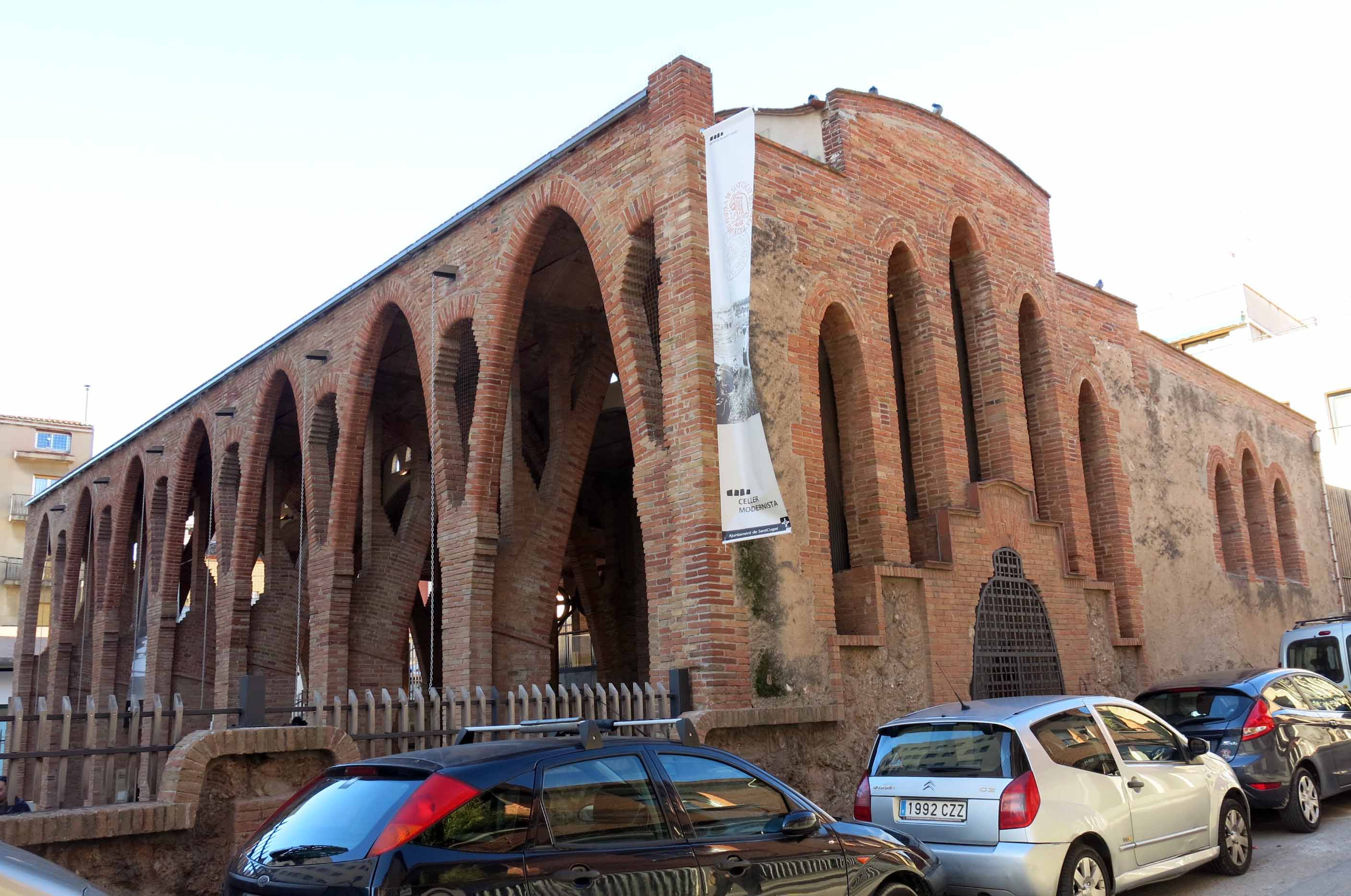
Vista des del carrer

L'edifici està construït d'obra vista amb una gran bellesa de línies amb els arcs parabòlics, els pilars, suports i nervis. Martinell va recuperar les tècniques i els materials tradicionals com la pedra per als sòcols, el maó per a les voltes, els arcs i els tancaments de façanes i la ceràmica vidrada en l'ornamentació. A l'exterior, donant al pati, hi ha un porxo cobert amb volta de rajola comú, i revocades amb morter de ciment.
Cal destacar que els maons que intervenen en la primera etapa constructiva dels elements de l'edifici no són normalitzats, sinó que es van fer amb plantilles especials per adaptar-los a les formes que exigia la configuració d'arcs i pilastres, on Martinell es recreà especialment per cridar l'atenció vers la seva majestuositat i amplitud.

## Història
El celler es construeix gràcies a l'esforç cooperatiu dels pagesos vinyataires per millorar el rendiment de la seva producció vinícola. L'any 1921 s'aprova la construcció d'un edifici pel "Sindicato Vitivinícola y Caja Rural de Sant Medir". S'aproven els primers estatuts constituint la cooperativa amb un crèdit de 50.000 ptas. Es construeix el celler però no es cobreixen els carrers de tines. Es van fent més tines i es cobreix l'any 1948. Als voltants de 1936 segons un decret de la Generalitat s'ajuden tots els sindicats de Sant Cugat i és el 1942 quan torna a ser Cooperativa Vinícola. S'han fet noves naus que són utilitzades per a Cambra Agrària.
A diferència d'altres construccions del mateix autor, la manca de finançament va fer que només es portés a terme una petita part del projecte original: la nau on es realitza el tractament inicial del raïm, amb els molls de descàrrega, les trituradores i les premses i els cubs que rebien el most. En una segona etapa als anys 40, s'hi va emprar totxo normal per bastir els pilars i les encavallades sense cap mena d'interès i que es varen enderrocar gairebé totalment l'any 1995 per fer-hi unes galeries comercials i un bloc de pisos.